# Krzyżany
Krzyżany (deutsch Krzysahnen, 1927 bis 1945 Steinwalde) ist ein Ort in der polnischen Woiwodschaft Ermland-Masuren, der zur Stadt- und Landgemeinde Ryn (Rhein) im Powiat Giżycki (Kreis Lötzen) gehört.

## Geographische Lage
Krzyżany liegt in der östlichen Mitte der Woiwodschaft Ermland-Masuren, 21 Kilometer südwestlich der Kreisstadt Giżycko (Lötzen) und sechs Kilometer westlich der Stadt Ryn (Rhein).

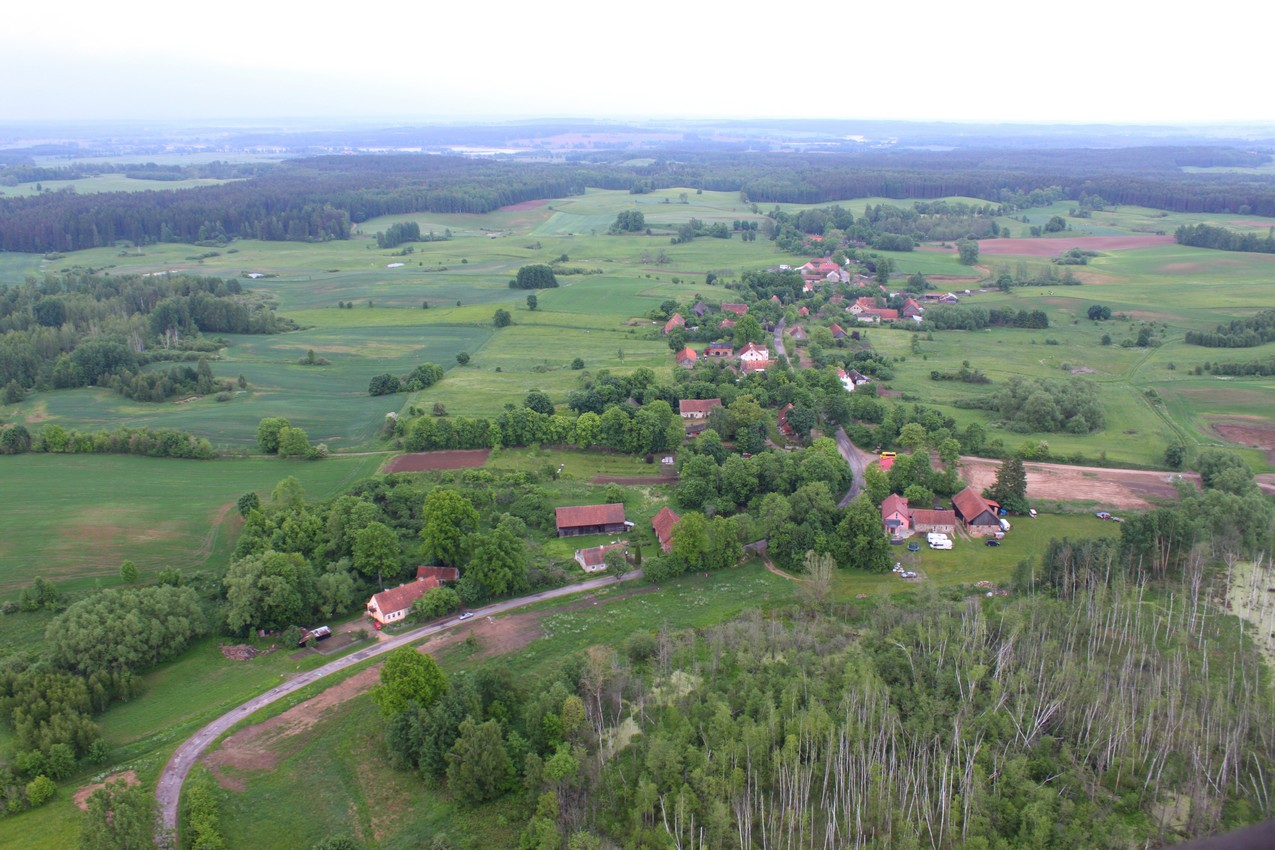
Krzyżany

## Geschichte
Das kleine Dorf mit später mehreren Entwässerungsmühlen wurde 1547 gegründet.
Von 1874 bis 1945 war der Ort in den Amtsbezirk Gneist (polnisch Knis) eingegliedert, der zum Kreis Lötzen im Regierungsbezirk Gumbinnen (1905 bis 1945: Regierungsbezirk Allenstein) in der preußischen Provinz Ostpreußen gehörte.
Von 1874 bis 1912 war Krzysahnen dem Standesamt Gneist (Knis), danach bis 1945 dem Standesamt Rhein (Ryn) zugeordnet.
245 Einwohner waren im Jahr 1910 in Krzysahnen gemeldet. Ihre Zahl verringerte sich bis 1933 auf 242 und belief sich 1939 nur noch auf 187.
Aufgrund der Bestimmungen des Versailler Vertrags stimmte die Bevölkerung im Abstimmungsgebiet Allenstein, zu dem Krzysahnen gehörte, am 11. Juli 1920 über die weitere staatliche Zugehörigkeit zu Ostpreußen (und damit zu Deutschland) oder den Anschluss an Polen ab. In Krzysahnen stimmten 180 Einwohner für den Verbleib bei Ostpreußen, auf Polen entfielen keine Stimmen.
Am 2. März 1927 wurde Krzysahnen in „Steinwalde“ umbenannt.
In Kriegsfolge kam das Dorf 1945 mit dem gesamten südlichen Ostpreußen zu Polen und erhielt die polnische Namensform „Krzyżany“. Heute ist es Sitz eines Schulzenamtes (polnisch sołewctwo) und eine Ortschaft im Verbund der Stadt- und Landgemeinde Ryn (Rhein) im Powiat Giżycki (Kreis Lötzen), vor 1998 in die Woiwodschaft Suwałki, seither in die Woiwodschaft Ermland-Masuren einbezogen.

## Religionen
Bis 1945 war Krzysahnen / Steinwalde in die Evangelische Pfarrkirche Rhein in der Kirchenprovinz Ostpreußen der Kirche der Altpreußischen Union und in die katholische Pfarrkirche St. Adalbert in Sensburg (polnisch Mrągowo) im Bistum Ermland eingepfarrt.
Heute gehört Krzyżany zur Evangelischen Pfarrgemeinde in Ryn in der Diözese Masuren der Evangelisch-Augsburgischen Kirche in Polen bzw. zur katholischen Pfarrkirche Unbefleckte Empfängnis Mariä in Ryn im Bistum Ełk (Lyck) der Römisch-katholischen Kirche in Polen.
Der verfallene Friedhof des Ortes wurde 2021 gesäubert und saniert.

## Verkehr
Krzyżany liegt an einer Nebenstraße, die bei Ryn (Rhein) von der polnischen Landesstraße DK 59 (frühere deutsche Reichsstraße 140) abzweigt und nach Słabowo (Slabowen, 1928 bis 1945 Langenwiese) führt.